# Cueva de Maki-do
La cueva de Maki-do ( en japonés: 満奇洞) es una de las tres cuevas de piedra caliza situadas en Niimi, prefectura de Okayama, Japón. Nombrado «Palacio de los sueños», la cueva tiene 450 metros de longitud, con un pequeño lago bajo tierra en el extremo más lejano.
El área inmediata solo se es accesible en vehículo o autobús, con una subida corta pero empinada a la entrada. Se encuentra a 30 minutos de la Carretera Nacional 313. Los autobuses salen desde la estación de JR Ikura y tardan unos 38 minutos.
La cueva está abierta para las visitas de 8:30 a. m. hasta las 5:00 p. m., con el cierre de las admisiones a las 4:30 p. m.